# Приморский (Дагестан)
Примо́рский (лезг. Гьуьлуьнпатал) — село в Магарамкентском районе Дагестана. Входит в состав Бильбильского сельсовета.

## География
Село находится на берегу Каспийского моря, на границе с Азербайджаном, на расстоянии 32 км к северо-востоку от села Магарамкент, административного центра района.

## История
Село образовано в начале 30-х годов XX века ссыльными казаками с Дона и Кубани, которыми на месте бывших рыбных промыслов бакинского промышленника Ахундова был создан рыболовецкий колхоз имени Ворошилова (впоследствии и за посёлком закрепилось название Ворошилово). В 1960-е годы существовал проект по строительству на месте посёлка города-курорта по аналогу Сочи. В 1976 году на базе колхоза создан Приморский рыборазводный завод.

## Население
| 1939 | 1970 | 1989 | 2002 | 2010 | 2021 |
| ---- | ---- | ---- | ---- | ---- | ---- |
| 64   | ↗307 | ↘277 | ↗457 | ↗519 | ↘495 |

## Экономика
- Приморский рыбзавод